# Río Paz
Der nur 134 km lange, aber ganzjährig wasserführende Río Paz bildet die Grenze zwischen Guatemala und El Salvador.

## Geographie
Der Río Paz entspringt im Bergland der Sierra Quezada in der Nähe des erloschenen Vulkans Amayo im guatemaltekischen Departamento Jutiapa. Von da fließt er zunächst südostwärts, wendet sich dann aber in südwestliche Richtung und bildet etwa auf der Höhe von Chalchuapa die Grenze zwischen Guatemala und El Salvador.

## Klimazonen
Trotz seines vergleichsweise kurzen Laufes durchquert der Río Paz drei Klimazonen: waldreiche Gegenden im Quellgebiet, Buschsavannen im Mittellauf und tropische Zuckerrohrplantagen sowie Mangrovenwälder im Mündungsbereich.

## Wirtschaft
An den semiariden Ufern im Ober- und Mittellauf des Río Paz wird kaum Landwirtschaft betrieben. Heftige Regenfälle – verbunden mit starkem Geröllschub – lassen den ansonsten eher träge dahinfließenden Fluss oft binnen Minuten enorm anschwellen und machten auch den Bau von Brücken und Kraftwerken bislang nahezu unmöglich. Zwei mittelgroße Wasserkraftwerke mit 66 bzw. 72 Megawatt Maximalleistung befinden sich jedoch seit 2009 in der Planung.